# Rouvray-Saint-Denis
Rouvray-Saint-Denis era una comuna francesa que estaba situada en el departamento de Eure y Loir, de la región de Centro-Valle del Loira, que el 1 de enero de 2025 pasó a formar parte de la comuna nueva de Neuville Saint Denis como comuna delegada.

## Demografía
| Gráfica de evolución demográfica de Rouvray-Saint-Denis entre 1800 y 2022 |
|                                                                           |

Los datos demográficos contemplados en este gráfico de la comuna de Rouvray-Saint-Denis se han cogido de 1800 a 1999 de la página francesa EHESS/Cassini, y los demás datos de la página del INSEE.